# 臺灣日治時期發電所列表
臺灣日治時期發電所列表僅列出至1895年至1945年止台灣日本時代規劃或興建的發電所，主要分為水力發電及火力發電。其中在1930年代「日月潭水力電氣工事」完工前係「火主水輔」時代，日月潭水力電氣工事開始營運後轉為「水主火輔」時代。

## 火力
| 名稱               | 啟用年代 | 位置                     | 建造者                 | 容量（瓩） | 備註                       |
| ------------------ | -------- | ------------------------ | ---------------------- | ---------- | -------------------------- |
| 臺北預備火力發電所 | 1915年   | 臺北州臺北市水道町       | 臺灣總督府作業所       | 950        | 1934年撤廢                 |
| 基隆火力發電所     | 1922年   | 臺北州基隆市田寮町       | 臺灣電力株式會社       | 2,000      | 1938年撤廢                 |
| 松山火力發電所     | 1930年   | 臺北州臺北市舊里族       | 臺灣電力株式會社       | 5,500      | 1970年撤廢                 |
| 北部火力發電所     | 1940年   | 臺北州基隆市八斗子       | 臺灣電力株式會社       | 35,000     | 1981年撤廢，基隆市歷史建築 |
| 桃園火力發電所     | 1914年   | 新竹州桃園郡桃園街大樹林 | 桃園電燈株式會社       | 132        | 已消失                     |
| 新竹第一火力發電所 | 1913年   | 不詳                     | 新竹電燈株式會社       | 105        | 1920年撤廢                 |
| 苗栗第一火力發電所 | 1921年   | 不詳                     | 新竹電燈株式會社       | 100        | 1932年撤廢                 |
| 新竹第二火力發電所 | 1923年   | 新竹州新竹郡新竹街新竹   | 新竹電燈株式會社       | 40         | 1927年撤廢                 |
| 苗栗第二火力發電所 | 1928年   | 不詳                     | 新竹電燈株式會社       | 100        | 1937年撤廢                 |
| 彰化火力發電所     | 1921年   | 臺中州彰化郡彰化街彰化   | 臺灣電力株式會社       | 240        | 1932年撤廢                 |
| 埔里預備火力發電所 | 1916年   | 臺中州能高郡埔里街埔里   | 埔社電燈株式會社       | 22         | 1932年撤廢                 |
| 武界火力發電所     | 1934年   | 臺中州能高郡蕃地         | 臺灣電力株式會社       | 64         | 已消失                     |
| 高雄第一火力發電所 | 1914年   | 高雄州高雄市山下町       | 台灣總督府作業所       | 500        | 1934年撤廢                 |
| 高雄第二火力發電所 | 1923年   | 高雄州高雄市三塊厝       | 臺灣電力株式會社       | 13,000     | 1976年撤廢                 |
| 恆春火力發電所     | 1931年   | 高雄州恆春郡恆春街網紗   | 恆春電氣株式會社       | 50         | 1961年撤廢                 |
| 玉里火力發電所     | 1920年   | 花蓮港廳玉里郡玉里街玉里 | 玉里電燈株式會社       | 50         | 1944年撤廢                 |
| 鳳林火力發電所     | 1929年   | 花蓮港廳鳳林郡鳳林       | 花蓮港電氣株式會社     | 30         | 已撤廢                     |
| 富里火力發電所     | 1935年   | 花蓮港廳玉里郡富里       | 花蓮港電氣株式會社     | 10         | 1961年撤廢                 |
| 花蓮港火力發電所   | 1936年   | 花蓮港廳花蓮港市宮下     | 花蓮港電氣株式會社     | 200        | 1943年撤廢                 |
| 臺東火力發電所     | 1928年   | 臺東廳臺東郡臺東街臺東   | 臺灣合同電氣株式會社   | 220        | 1965年撤廢                 |
| 新港火力發電所     | 1940年   | 臺東廳新港郡新港         | 新港電氣利用組合       | 20         | 1962年撤廢                 |
| 關山火力發電所     | 1941年   | 臺東廳關山郡關山         | 東臺灣電力興業株式會社 | 30         | 1962年撤廢                 |
| 澎湖火力發電所     | 1913年   | 澎湖廳馬公支廳馬公街馬公 | 澎湖電燈株式會社       | 410        | 2001年撤廢                 |

## 水力
| 名稱                 | 啟用年代 | 位置                     | 建造者                         | 容量（瓩） | 備註                                       |
| -------------------- | -------- | ------------------------ | ------------------------------ | ---------- | ------------------------------------------ |
| 龜山水力發電所       | 1905年   | 臺北州文山郡新店街直潭   | 臺灣總督府臺北電氣作業所       | 750        | 1943年撤廢，新北市歷史建築                 |
| 小粗坑水力發電所     | 1909年   | 臺北州文山郡新店街直潭   | 臺灣總督府臨時臺灣工事部電氣課 | 4,400      | 現役，新北市歷史建築                       |
| 天送埤水力發電所     | 1922年   | 臺北州羅東郡三星九芎湖   | 臺灣電氣興業株式會社           | 8,375      | 現役                                       |
| 三角埔水力發電所     | 1931年   | 臺北州七星郡北投街三角埔 | 臺灣電力株式會社               | 500        | 1990年撤廢，臺北市市定古蹟（草山水道系統） |
| 新龜山水力發電所     | 1941年   | 臺北州文山郡新店街龜山   | 臺灣電力株式會社               | 13,000     | 現役，新北市歷史建築                       |
| 圓山水力發電所       | 1941年   | 臺北州羅東郡三星庄清水     | 臺灣電力株式會社               | 18,000     | 現役                                       |
| 蕃社坑水力發電所     | 1905年   | 臺北州羅東郡蕃地         | 臺灣總督府土木局               | 不詳       | 已撤廢（隘勇線電網供電專用）               |
| 烏來水力發電所       | 1949年   | 臺北州文山郡蕃地         | 臺灣電力株式會社               | 無         | 未完工（現役），新北市歷史建築             |
| 內灣水力發電所       | 1910年   | 新竹州竹東郡蕃地         | 臺灣總督府土木部工務課         | 不詳       | 已撤廢（隘勇線電網供電專用）               |
| 軟橋水力發電所       | 1919年   | 新竹州竹東郡竹東街員崠子 | 新竹電燈株式會社               | 200        | 已撤廢                                     |
| 南水力發電所         | 1924年   | 新竹州竹南郡南           | 南庄電器商會                   | 7.5        | 已撤廢                                     |
| 勸化堂水力發電所     | 1924年   | 新竹州竹南郡南庄田尾       | 勸化堂                         | 45         | 1933年撤廢                                 |
| 后里水力發電所       | 1911年   | 臺中州豐原郡內埔七塊厝   | 臺灣總督府土木部工務課         | 950        | 現役                                       |
| 東埔水力發電所       | 1916年   | 臺中州能高郡埔里街水頭   | 埔社電燈株式會社               | 50         | 1929年撤廢                                 |
| 北山坑水力發電所     | 1921年   | 臺中州能高郡國姓北山坑   | 臺灣電力株式會社               | 3,600      | 現役（已改建）                             |
| 社寮角水力發電所     | 1922年   | 臺中州東勢郡石岡社寮角   | 臺灣合同電氣株式會社           | 900        | 現役（已改建）                             |
| 日月潭第一水力發電所 | 1934年   | 臺中州新高郡集集街社子   | 臺灣電力株式會社               | 110,000    | 現役                                       |
| 日月潭第二水力發電所 | 1937年   | 臺中州新高郡集集街社子   | 臺灣電力株式會社               | 43,500     | 現役，1945年遭空襲炸毀（後重建）           |
| 萬大水力發電所       | 1943年   | 臺中州能高郡蕃地         | 臺灣電力株式會社               | 15,300     | 現役（霧社水庫未完工）                     |
| 天冷水力發電所       | 1952年   | 臺中州東勢郡蕃地         | 臺灣電力株式會社               | 無         | 未完工（現役）                             |
| 濁水水力發電所       | 1923年   | 臺南州斗六郡斗六街烏塗子 | 嘉南大圳組合                   | 1,500      | 現役（已改建），雲林縣縣定古蹟             |
| 竹子門水力發電所     | 1909年   | 高雄州旗山郡美濃街龍肚   | 臺灣總督府土木部工務課         | 1,950      | 現役（已改建），國定古蹟                   |
| 土壠灣水力發電所     | 1918年   | 高雄州旗山郡六龜土壠灣   | 臺灣總督府作業所               | 2,880      | 現役（已改建）                             |
| 砂婆礑第一水力發電所 | 1920年   | 花蓮港廳花蓮港市佐倉     | 花蓮港電氣株式會社             | 200        | 已撤廢，1944年遭洪水沖毀                   |
| 鳳林水力發電所       | 1922年   | 花蓮港廳鳳林郡鳳林街鳳林 | 鳳林電燈株式會社               | 25         | 已撤廢                                     |
| 砂婆礑第二水力發電所 | 1928年   | 花蓮港廳花蓮郡吉野       | 花蓮港電氣株式會社             | 400        | 已撤廢，1944年遭洪水沖毀                   |
| 清水第一水力發電所   | 1939年   | 花蓮港廳花蓮郡蕃地       | 花蓮港電氣株式會社             | 6,000      | 現役，1944年遭洪水沖毀（後重建）           |
| 清水第二水力發電所   | 1941年   | 花蓮港廳花蓮郡蕃地蕃地   | 東臺灣電力興業株式會社         | 5,000      | 現役，1944年遭洪水沖毀（後重建）           |
| 初音水力發電所       | 1941年   | 花蓮港廳花蓮郡吉野庄吉野   | 東臺灣電力興業株式會社         | 2,000      | 現役                                       |
| 溪口水力發電所       | 1941年   | 花蓮港廳花蓮郡壽豐田     | 東臺灣電力興業株式會社         | 2,700      | 現役，1942年遭空襲炸毀（後重建）           |
| 銅門水力發電所       | 1943年   | 花蓮港廳花蓮郡蕃地       | 東臺灣電力株式會社             | 8,000      | 現役，1944年遭洪水沖毀（後重建）           |
| 立霧水力發電所       | 1944年   | 花蓮港廳花蓮郡蕃地       | 東臺灣電力株式會社             | 16,000     | 現役，1944年遭洪水沖毀（後重建）           |
| 太巴六九水力發電所   | 1925年   | 臺東廳臺東郡臺東街利家   | 臺灣合同電氣株式會社           | 200        | 1975年撤廢                                 |
| 關山水力發電所       | 1927年   | 臺東廳關山郡關山         | 里壟電氣租用組合               | 35         | 1959年撤廢                                 |
| 大南水力發電所       | 1945年   | 臺東廳臺東郡蕃地         | 臺灣電力株式會社               | 250        | 現役，臺東縣歷史建築                       |
| 富家溪水力發電所     | 無       | 臺東廳新港郡新港         | 新港電氣利用組合               | 無         | 未完工（計畫終止）                         |

## 各發電所位置
| | |
| 松山北部台北預備高雄第二高雄第一澎湖新港水力關山火力台東火力日月潭第一日月潭第二龜山竹子門后里立霧第一圓山&天送埤大南溪口初音銅門新龜山霧社土壠灣北山坑濁水三角埔砂婆礑清水第一太巴六九小粗坑關山水力 台灣日治時期發電所位置圖，為火力發電所，為水力發電所 | 使用下方服务在地图上显示所有坐标： OpenStreetMap 下载坐标为： KML GPX（所有坐标） GPX（主坐标） GPX（辅助坐标） |
| 使用下方服务在地图上显示所有坐标： OpenStreetMap | |
| 下载坐标为： - KML - GPX（所有坐标） - GPX（主坐标） - GPX（辅助坐标） | |